# Onechanbara: Bikini Samurai Squad
Onechanbara: Bikini Samurai Squad (お姉チャンバラVortex ~忌血を継ぐ者たち?, Oneechanbara VorteX ~Le discendenti del sangue maledetto~) è un videogioco del 2006 uscito in esclusiva per Xbox 360. In Nord America ed in Europa è stato distribuito nel 2009 in contemporanea con la versione per Nintendo Wii Onechanbara: Bikini Zombie Slayers.

## Modalità di gioco
Lo scopo del gioco è quello di farsi strada attraverso ondate di nemici non morti, sia in single-player sia in modalità cooperativa multi-player. Nella modalità single-player le protagoniste possono essere scambiate durante il gioco. Sullo schermo sono presenti due contatori: il primo indica il livello di sangue nemico che cosparge il personaggio, ed una volta riempita la barra il personaggio entra automaticamente in modalità rabbia, riuscendo a procurare più danni ai nemici ma anche subendone di più, perdendo gradualmente inoltre la propria salute; il secondo contatore indica invece la quantità di sangue presente sull'arma del personaggio e quando si riempie l'arma del personaggio comincerà a rimanere bloccata nei corpi dei nemici, quindi per evitare ciò il giocatore dovrà pulire regolarmente la spada.
Le modalità disponibili sono "Storia" (modalità principale), "Modalità libera" (per rigiocare qualsiasi capitolo), "Quest" (missioni secondarie) e "Survival" (sopravvivenza), più una modalità chiamata "Dress Up", in cui il giocatore può personalizzare le ragazze cambiando i loro vestiti e le loro acconciature, sbloccabili nella modalità "Quest".